# Stemona kerrii
Stemona kerrii là một loài thực vật có hoa trong họ Stemonaceae. Loài này được Craib miêu tả khoa học đầu tiên năm 1912.